# Staffan Berglund

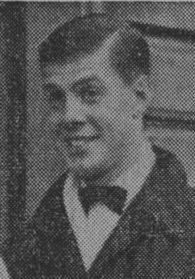
Staffan Berglund i ett tidningsurklipp från 1963

Staffan Michael Axelsson Berglund, född 20 augusti 1936 i Ängelholm i Kristianstads län, död 16 februari 2016 i Oscars församling i Stockholm, var en svensk arkitekt verksam i Stockholm.

## Biografi

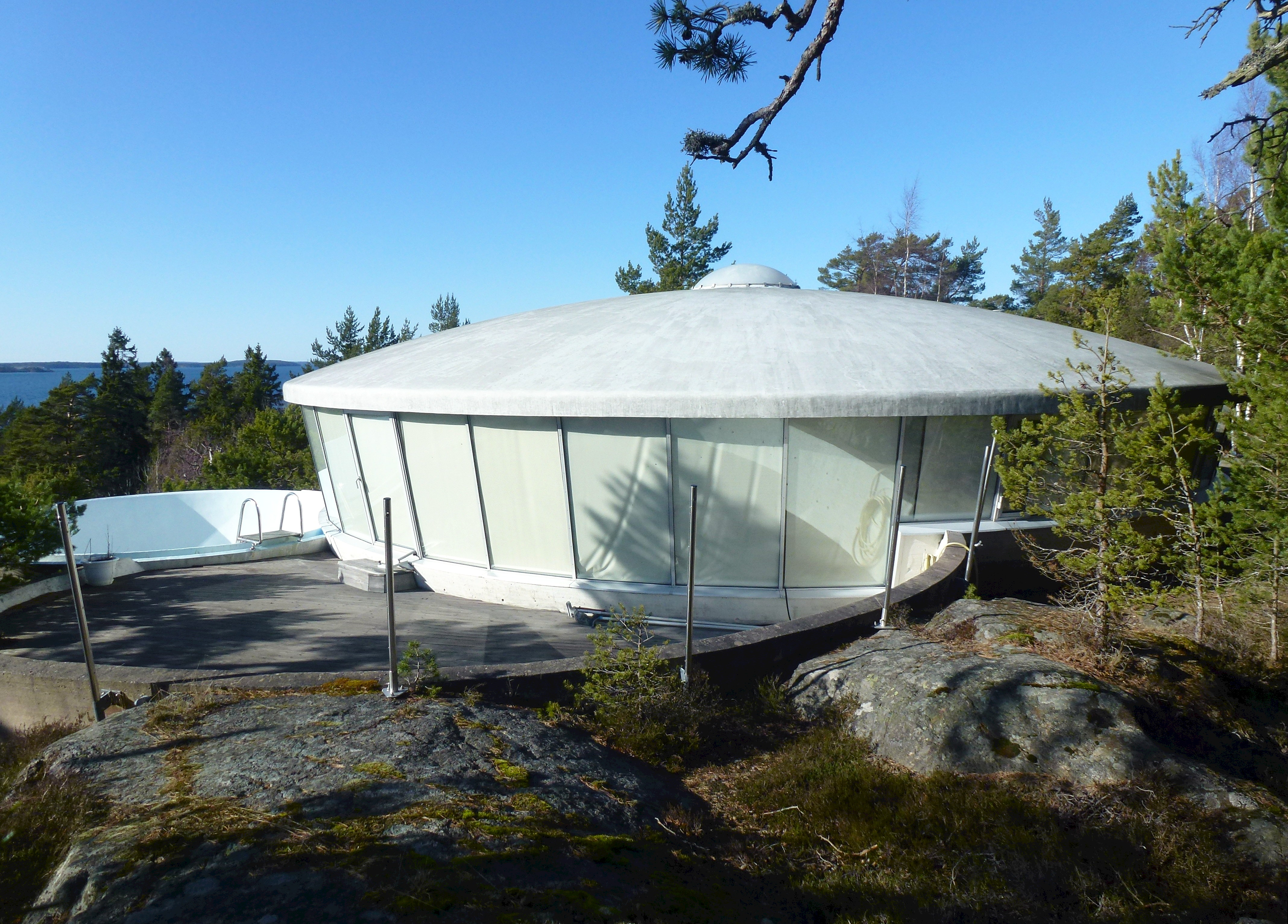
Villa Spies från 1969 i mars 2015.

Berglund fick sin utbildning till arkitekt på KTH, där han tog examen 1960. Hans examensarbete var "ett teoretiskt resonemang om vikten av att som västerländsk arkitekt förstå japansk kultur innan man satte penna till papper". År 1967 startade han egen verksamhet i Stockholm. Samtidigt ritade han en av sina mest experimentella byggnader, den danske affärsmannen Simon Spies sommarvilla, Villa Spies, på Torö utanför Nynäshamn, som stod färdig 1969. 
Villa Spies går tillbaka till en arkitekttävling initierad av Spies resebolag år 1967. Inbjudna var ett antal arkitekter från Skandinavien och Spanien. Projektet gick ut på att skapa nya boendeformer för charterturister i Spanien istället för de traditionella och enkelt utformade hotellrummen. Berglund vann tävlingen med ett enplans typhus, som visade en cirkulär byggnad med ett kupolformat tak i plast. 
Projektet realiserades aldrig, men Berglund fick istället uppdraget att rita Simon Spies privata villa på en hög klipphylla på västra Torö. Villans futuristiska takkonstruktion i glasfiberarmerad plast och husets extremt poppiga interiör blev mycket omskrivna, men bidrog även till att Berglund inte togs på allvar av samtida svenska arkitekter. Alla arkitekter var dock inte kritiska. En av dessa var Ralph Erskine, som själv var öppen för experimentellt byggande och hans Kupolvillan från 1956 cirka tio kilometer väster om Nynäshamn har vissa drag av Villa Spies. 
Enligt Berglund själv var Villa Spies definitivt inte gynnsam för att han skulle få nya uppdrag i Sverige. I Danmark däremot fick han nya kunder och även i USA fick han uppdrag, bland annat ritade han en tillbyggnad till Bank of Californias huvudkontor i San Francisco. Staffan Berglund är begravd på Norra begravningsplatsen utanför Stockholm.

## Övriga arbeten
Vid sidan om sin futuristiska Villa Spies ansvarade Berglund på 1970-talet för några varsamma upprustningar och restaureringar i 1700-talsstil av några villor på Södra Djurgården i Stockholm, bland dem Lilla Berga som han själv ägde och närbelägna Rosenvik.